# Turquía en los Juegos Olímpicos de París 1924
Turquía estuvo representada en los Juegos Olímpicos de París 1924 por un total de 22 deportistas masculinos que compitieron en 5 deportes.
El equipo olímpico turco no obtuvo ninguna medalla en estos Juegos.